# Дуганов, Юрий Владимирович
Юрий Владимирович Дуганов (27 июля 1921 — 1 августа 2012) — советский тяжелоатлет, чемпион и рекордсмен СССР, рекордсмен мира, чемпион Европы, призёр чемпионата мира, Заслуженный мастер спорта СССР, Заслуженный тренер РСФСР. Участник Великой Отечественной войны. Судья международной категории.

## Биография
С детства не отличался хорошим здоровьем. Впоследствии у него обнаружилась эпилепсия. Однажды он случайно нашёл учебник по джиу-джитсу и начал самостоятельно по нему заниматься. Окончил институт физической культуры имени П. Ф. Лесгафта.
Перед началом войны окончил курсы связистов. Был призван на Ленинградский фронт. Обучал десантников приёмам рукопашного боя. Получил тяжёлую контузию. В 1944 году был переведён в пограничники.
Во время патрулирования Ленинграда, спасая девушку от несущегося на неё грузовика, сам попал под колёса. Получил многочисленные травмы и переломы. Врачи утверждали, что спорт придётся оставить. Однако Дуганов интенсивно занимался физическими упражнениями и полностью восстановил здоровье. Особенно полюбил занятия со штангой.
В 1946 году установил первый всесоюзный рекорд в рывке штанги одной рукой. Создал современную технику рывка штанги. Считался одним из самых техничных штангистов в мире. Четырежды становился чемпионом СССР. Установил более 30 рекордов СССР, из которых 11 (12) стали мировыми. В 1957 году оставил большой спорт.
Возглавлял сборную РСФСР по тяжёлой атлетике. Под его руководством команда становилась победителем 8 спартакиад подряд. До 1982 года работал доцентом кафедры тяжёлой атлетики Московской академии физической культуры.

## Выступления на чемпионатах СССР
- Чемпионат СССР по тяжёлой атлетике 1949 года — ;
- Чемпионат СССР по тяжёлой атлетике 1950 года — ;
- Чемпионат СССР по тяжёлой атлетике 1951 года — ;
- Чемпионат СССР по тяжёлой атлетике 1953 года — ;
- Чемпионат СССР по тяжёлой атлетике 1954 года — ;
- Чемпионат СССР по тяжёлой атлетике 1955 года — ;

## Известные воспитанники
- Алексеев;
- Клоков;
- Рудольф Плюкфельдер (1928) — советский тяжелоатлет, заслуженный мастер спорта СССР, заслуженный тренер СССР, чемпион Олимпийских игр, неоднократный чемпион мира;
- Голованов;
- Киржинов.

## Награды
- Орден «Знак Почёта» (27.04.1957) — «за успехи, достигнутые в деле развития массового физкультурного движения в стране, повышения мастерства советских спортсменов, и успешное выступление на международных соревнованиях»